# Torneo de Sofía 2018
El DIEMA XTRA Sofia Open 2018 fue un torneo de tenis que perteneció a la ATP en la categoría de ATP World Tour 250. Fue la 3.ª edición del torneo y se disputó del 5 al 11 de febrero de 2018 sobre cancha dura en el Arena Armeets en Sofía (Bulgaria).

## Distribución de puntos
| Modalidad            | Campeón | Finalista | Semifinales | Cuartos de final | 2ª ronda | 1ª ronda | Clasificados | 2ª ronda de clasificación | 1ª ronda de clasificación |
| Individual masculino | 250     | 165       | 100         | 50               | 25       | 0        | 13           | 7                         | 0                         |
| Dobles masculino     | 250     | 150       | 90          | 45               | 20       | 0        | -            | -                         | -                         |

## Cabezas de serie

### Individuales masculino
| Tenista               | Ranking | Preclasificado |
| Stan Wawrinka         | 15      | 1              |
| Adrian Mannarino      | 25      | 2              |
| Gilles Müller         | 28      | 3              |
| Philipp Kohlschreiber | 36      | 4              |
| Robin Haase           | 42      | 5              |
| Viktor Troicki        | 67      | 6              |
| João Sousa            | 68      | 7              |
| Evgeny Donskoy        | 71      | 8              |

- Ranking del 29 de enero de 2018.[2]

### Dobles masculino
| Tenista                               | Ranking | Preclasificado |
| Marcin Mathowski Aisam-ul-Haq Qureshi | 67      | 1              |
| Nikola Mektić Alexander Peya          | 80      | 2              |
| Nicholas Monroe John-Patrick Smith    | 97      | 3              |
| Robin Haase Matwé Middelkoop          | 101     | 4              |

## Campeones

### Individual masculino
Mirza Bašić venció a  Marius Copil por 7-6(8-6), 6-7(4-7), 6-4

### Dobles masculino
Robin Haase /  Matwé Middelkoop vencieron a  Nikola Mektić /  Alexander Peya por 5-7, 6-4, [10-4]